# MTV Unplugged ayaka
『MTV Unplugged ayaka』は絢香のライブビデオ。DVD版は2010年1月13日に発売された。Blu-ray Disc仕様のものは1月20日に発売された。

## 概要
- 絢香の活動休止前最後の単独公演なった2009年11月18日に大阪城ホールで行われたライブの映像が収録されている。
- 初回版にはメイキング映像と音源CDがついている。なお当日カヴァーしたマイケル・ジャクソンの「Human Nature」は映像に収録されておらず、DVD初回限定版に付属されているCDのみの収録である。

## 収録曲
1. Jewelry day
2. I believe
3. Why
4. 手をつなごう
5. グンナイベイビー
6. ブルーデイズ
7. 三日月
8. おかえり
9. 夢を味方に
10. ありがとう。
11. WINDING ROAD
12. みんな空の下

### 初回限定盤CD
1. Jewelry day
2. I believe
3. MC
4. 手をつなごう
5. Why
6. MC
7. グンナイベイビー
8. Human Nature
9. MC
10. ブルーデイズ
11. 三日月
12. MC
13. おかえり
14. 夢を味方に
15. MC
16. ありがとう。
17. WINDING ROAD
18. MC
19. みんな空の下